# Saint-Thierry
Saint-Thierry est une commune française, située dans le département de la Marne en région Grand Est.

## Géographie
Saint-Thierry (51220) est une commune du département de la Marne se situant au nord-ouest de Reims à environ 8,5 km en passant par la D 944. À flanc de coteau du massif de Saint-Thierry, le territoire communal descendant jusqu'à Reims passe par l'autoroute des Anglais et héberge la station d'épuration de Reims.

### Communes limitrophes
| Pouillon | Thil                   | Courcy |
| Merfy    | Saint-Thierry          |        |
|          | Saint-Brice-Courcelles | Reims  |

Lieu-dit : ferme de Baslieux où fut arrêté Alexandre Gonsse de Rougeville.

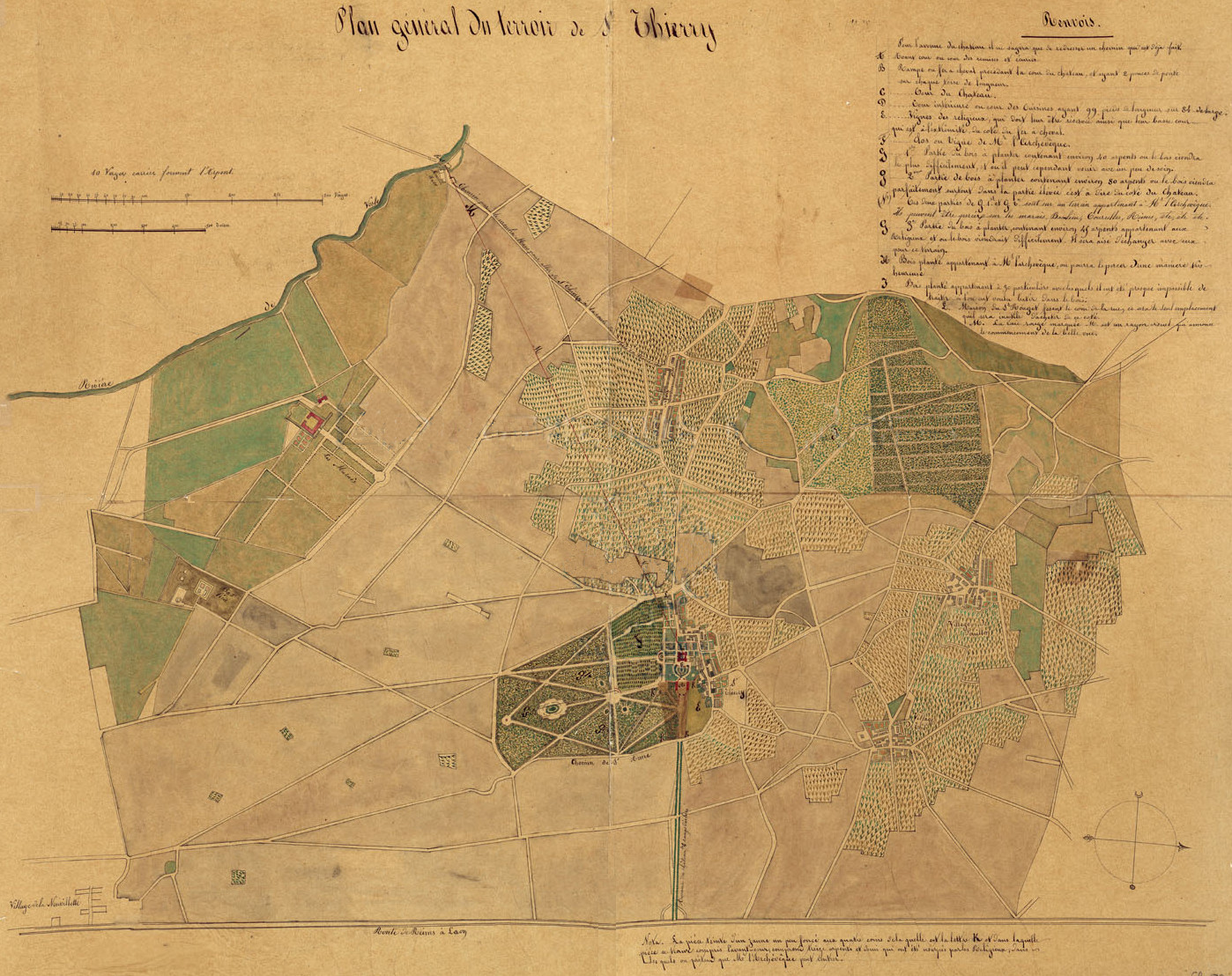
Territoire de l'abbaye.

### Hydrographie

#### Réseau hydrographique
La commune est dans la région hydrographique « la Seine du confluent de l'Oise (inclus) à l'embouchure » au sein du bassin Seine-Normandie. Elle est drainée par le cours d'eau 01 des Baslieux,.

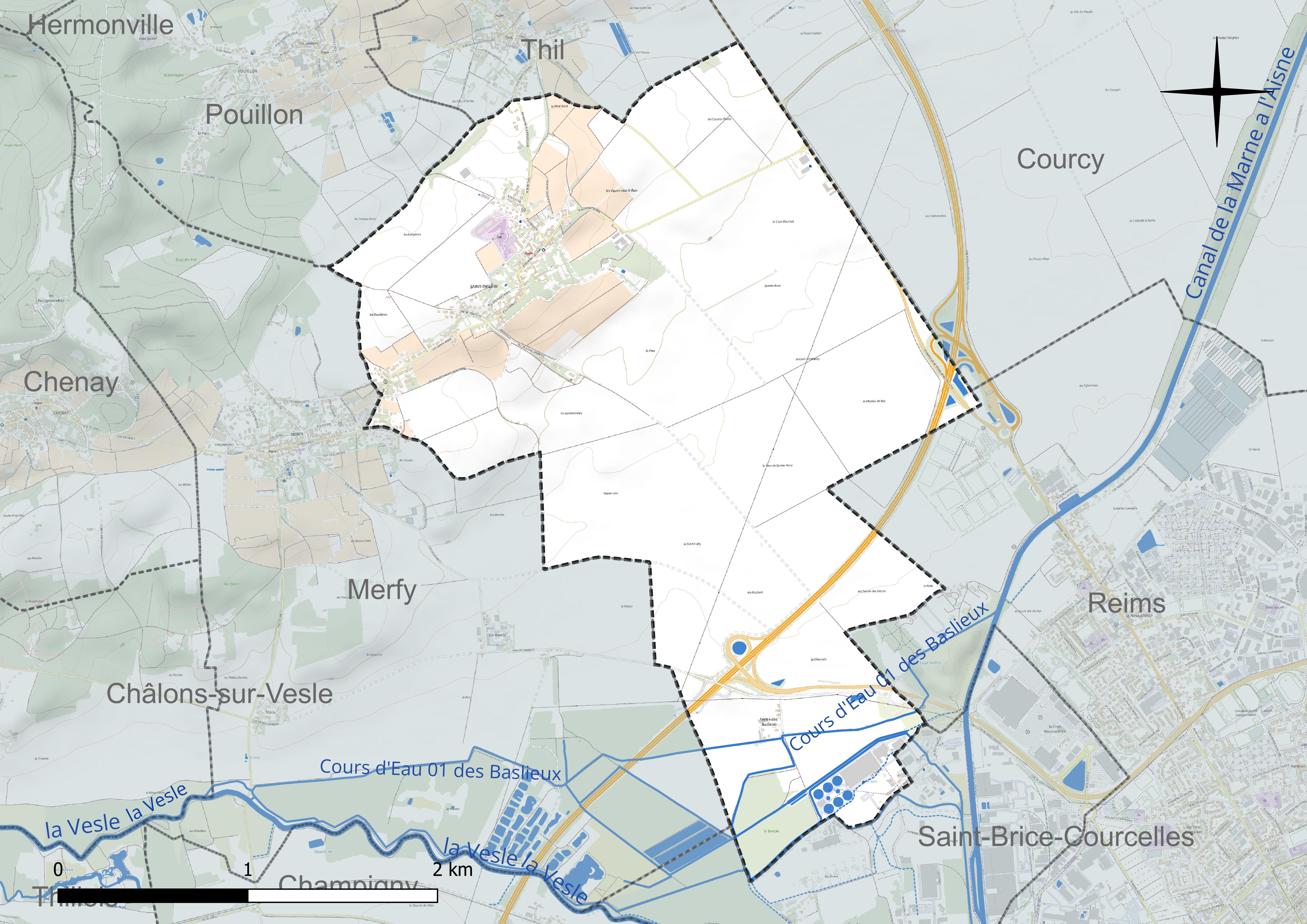
Réseau hydrographique de Saint-Thierry.

#### Gestion et qualité des eaux
Le territoire communal est couvert par le schéma d'aménagement et de gestion des eaux (SAGE) « Aisne Vesle Suippe ». Ce document de planification, dont le territoire s’étend sur 3 096 km2 répartis sur trois départements (Aisne, Marne et Ardennes) et deux régions (Champagne-Ardenne et Picardie), a été approuvé le 16 décembre 2013. La structure porteuse de l'élaboration et de la mise en œuvre est le Syndicat d’aménagement des bassins Aisne Vesle Suippe (SIABAVES). 
La qualité des cours d’eau peut être consultée sur un site dédié géré par les agences de l’eau et l’Agence française pour la biodiversité. 

### Climat
Pour des articles plus généraux, voir Climat du Grand Est et Climat de la Marne.
En 2010, le climat de la commune est de type climat océanique dégradé des plaines du Centre et du Nord, selon une étude du Centre national de la recherche scientifique s'appuyant sur une série de données couvrant la période 1971-2000. En 2020, Météo-France publie une typologie des climats de la France métropolitaine dans laquelle la commune est exposée à un climat océanique altéré et est dans la région climatique  Nord-est du bassin Parisien, caractérisée par un ensoleillement médiocre, une pluviométrie moyenne régulièrement répartie au cours de l’année et un hiver froid (3 °C). 
Pour la période 1971-2000, la température annuelle moyenne est de 10,3 °C, avec une amplitude thermique annuelle de 15,6 °C. Le cumul annuel moyen de précipitations est de 738 mm, avec 11,7 jours de précipitations en janvier et 8,5 jours en juillet. Pour la période 1991-2020, la température moyenne annuelle observée sur la station météorologique de Météo-France la plus proche, « Chambrecy-Civc », sur la commune de Chambrecy à 17 km à vol d'oiseau, est de 10,7 °C et le cumul annuel moyen de précipitations est de 734,0 mm. 
La température maximale relevée sur cette station est de 40,3 °C, atteinte le 25 juillet 2019 ; la température minimale est de −22,1 °C, atteinte le 17 janvier 1985,,. 
Les paramètres climatiques de la commune ont été estimés pour le milieu du siècle (2041-2070) selon différents scénarios d'émission de gaz à effet de serre à partir des nouvelles projections climatiques de référence DRIAS-2020. Ils sont consultables sur un site dédié publié par Météo-France en novembre 2022.

## Urbanisme

### Typologie
Au 1er janvier 2024, Saint-Thierry est catégorisée bourg rural, selon la nouvelle grille communale de densité à sept niveaux définie par l'Insee en 2022.
Elle est située hors unité urbaine. Par ailleurs la commune fait partie de l'aire d'attraction de Reims, dont elle est une commune de la couronne,. Cette aire, qui regroupe 294 communes, est catégorisée dans les aires de 200 000 à moins de 700 000 habitants,.

### Occupation des sols
L'occupation des sols de la commune, telle qu'elle ressort de la base de données européenne d’occupation biophysique des sols Corine Land Cover (CLC), est marquée par l'importance des territoires agricoles (88,5 % en 2018), en diminution par rapport à 1990 (89,6 %). La répartition détaillée en 2018 est la suivante :
terres arables (77,2 %), cultures permanentes (9,9 %), zones urbanisées (5,6 %), zones industrielles ou commerciales et réseaux de communication (2,9 %), forêts (2,9 %), zones agricoles hétérogènes (1,5 %), espaces verts artificialisés, non agricoles (0,1 %). L'évolution de l’occupation des sols de la commune et de ses infrastructures peut être observée sur les différentes représentations cartographiques du territoire : la carte de Cassini (XVIIIe siècle), la carte d'état-major (1820-1866) et les cartes ou photos aériennes de l'IGN pour la période actuelle (1950 à aujourd'hui).

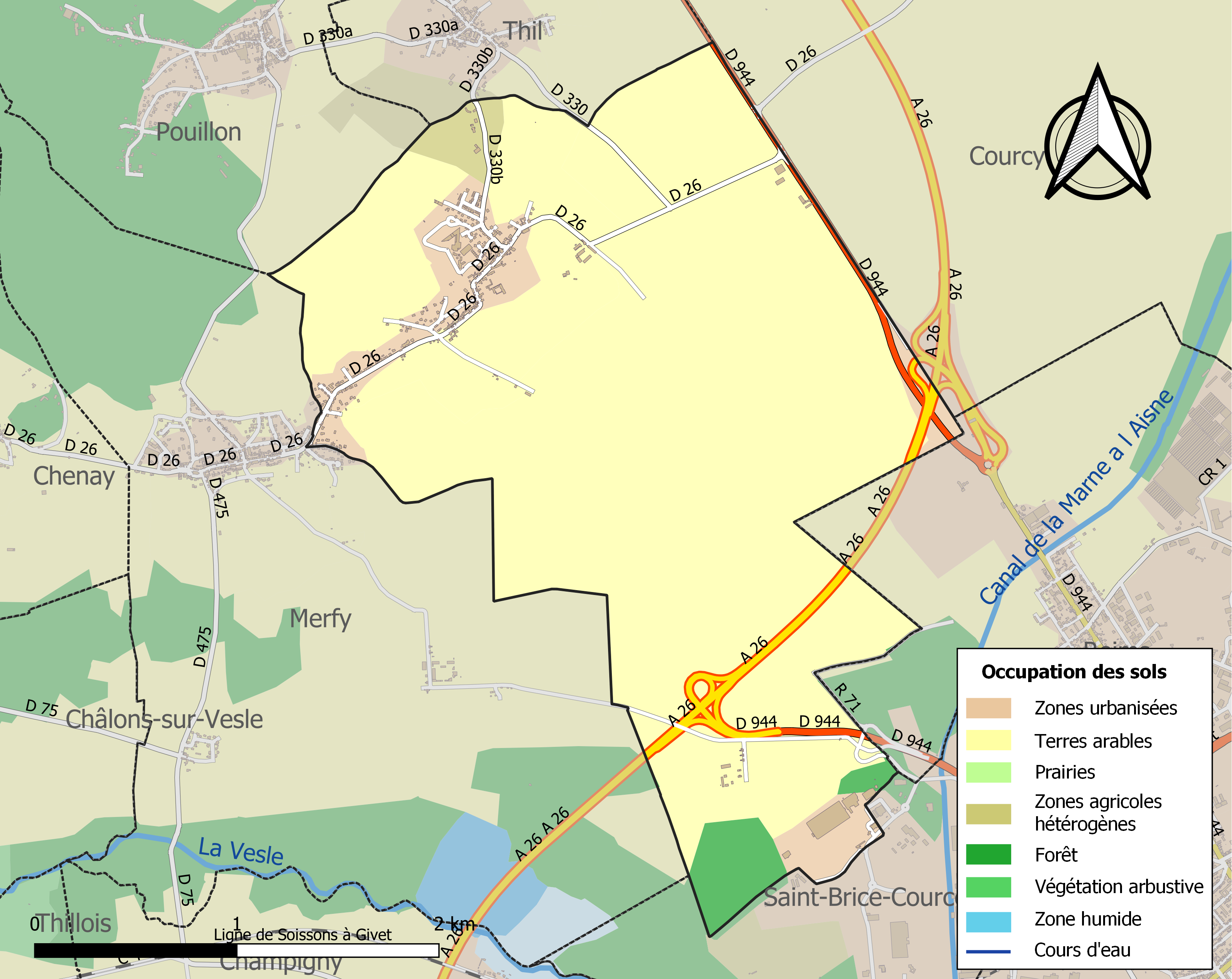
Carte des infrastructures et de l'occupation des sols de la commune en 2018 (CLC).

## Toponymie
Le nom de la localité est attesté sous les formes « Abbaye d'hommes de l'ordre de Saint-Benoît, fondée dans la , par saint Thierry lui-même, In monte cu… » (première moitié du VIe siècle) ; Cœnobium Sancti Theodorici (922) ; Villa Sancti Theodorici (1126) ; Sanctus Theodoricus (1129) ; Sanctus Teodoricus (1142) ; Saint Thederique (vers 1222) ; Sanctus Theodoricus juxta Remis (1238) ; Saint-Tierri (1254) ; Saint-Thierri (1271) ; Sanctus Theodoricus prope Remis (1272) ; Saint-Thieri (1274) ; Saint-Thierri deleiz Rainz (1279) ; Saint-Therry, Saint-Tierris (1328) ; Saint-Thierr. delez Reins (1342) ; Saint-Thierry emprès Reins (1350) ; Saint-Thierry lez Reins (1352) ; Saint-Thiéry (1358) ; Saint-Thierry au Mont d'Or (1522) ; Saint-Thiéry lès Reins (1542) ; Sainct-Thierry du Mont d'Or-lez-Reims (1556) ; Montdor (1793) ; Mont-d'Or (1794).

Saint-Thierry est un hagiotoponyme qui fait référence à Thierry du Mont d'Hor fondateur de l'Abbaye de Saint-Thierry.

## Histoire

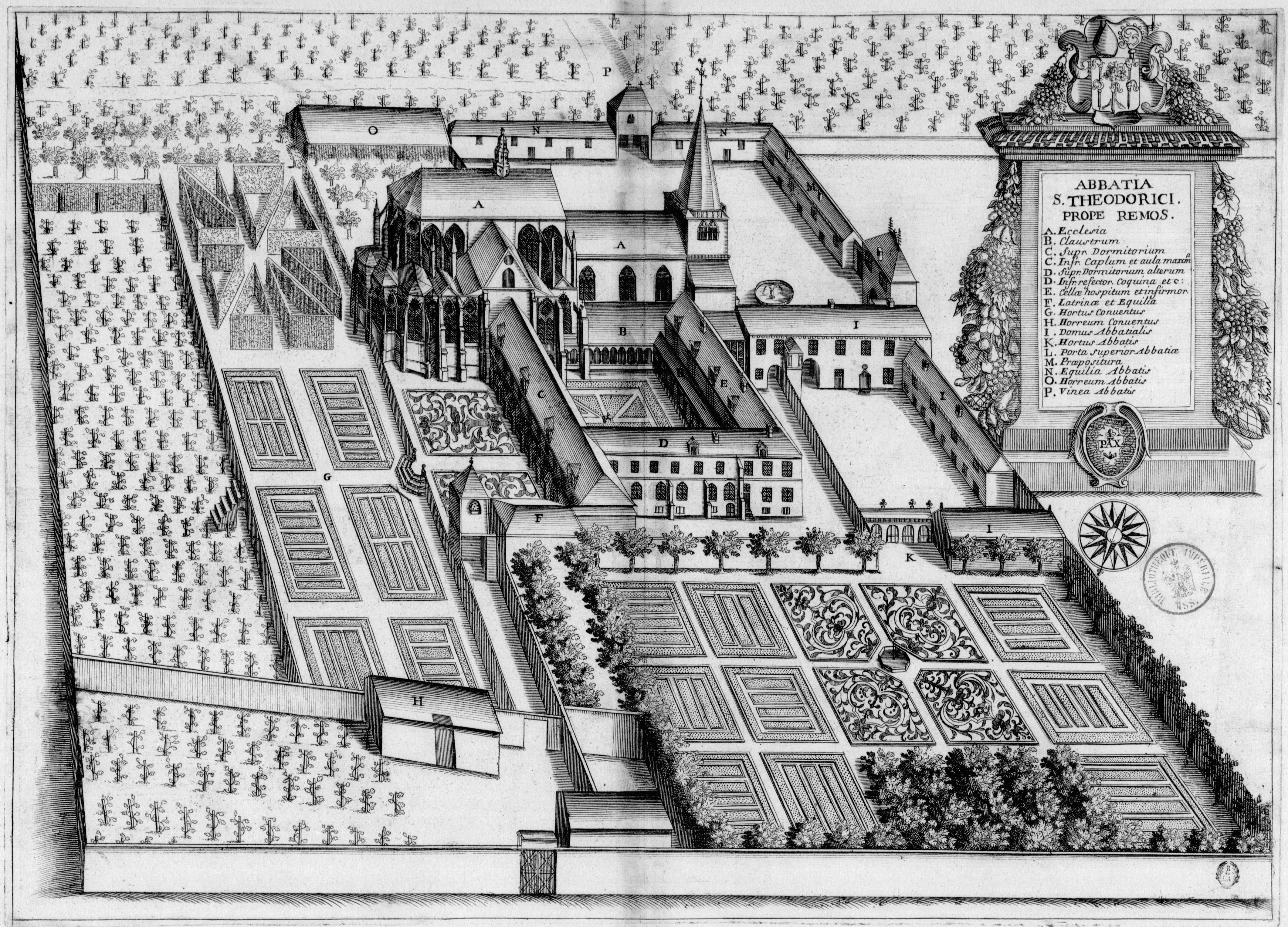
Plan de l'abbaye de Mont d'Hor, avant sa destruction.

Le village s'est formé autour d'un monastère, fondé en l'an 500 par saint Thierry disciple de saint Remi. Modifié et agrandi au cours des siècles, le monastère fut rasé au XVIIIe siècle, à la veille de la Révolution. Depuis 1968, des sœurs bénédictines de la congrégation des bénédictines de Vanves, y restaurent la vie monastique.
Au Mont-Berti, furent exhumés cinq cercueils du haut Moyen Âge. Une autre fouille a mis au jour une sépulture de la Tène au Gros-Mont.
Pendant la Révolution française, la commune s'appelait Montdor.
En 1870, la commune a cédé une partie de son territoire communal pour la création, en même temps que Bétheny, Courcy et Reims, de la commune de La Neuvillette ; cette dernière fait aujourd'hui partie de la ville de Reims.
La commune est décorée de la Croix de guerre 1914-1918 le 1er octobre 1920.

## Politique et administration

### Intercommunalité
La commune, antérieurement membre de la communauté de communes du Massif, est membre, depuis le 1er janvier 2014, de la communauté de communes du Nord Champenois.
En effet, conformément au schéma départemental de coopération intercommunale de la Marne du 15 décembre 2011, cette communauté de communes du Nord Champenois est issue de la fusion, le 1er janvier 2014, de :
- la communauté de communes de la Colline ;
- de la communauté de communes de la Petite Montagne ;
- de la communauté de communes des Deux Coteaux ;
- et de la communauté de communes du Massif[18].

### Liste des maires
| Période                                  | Période                      | Identité                                       | Étiquette   | Qualité              |
| ---------------------------------------- | ---------------------------- | ---------------------------------------------- | ----------- | -------------------- |
| Les données manquantes sont à compléter. |                              |                                                |             |                      |
|                                          | 1875                         | Collet                                         |             |                      |
| 1875                                     |                              | Gilbert                                        |             |                      |
| 1879                                     |                              | Collet                                         |             |                      |
| ?                                        | 1938                         | Paul Lemaire                                   |             |                      |
| 1938                                     | 1985                         | Marcel Lemaire                                 | CNIP        | Sénateur (1948-1983) |
| 1985                                     | 1995                         | Bernard Renaud                                 |             |                      |
| 1995                                     | 2014                         | Michel Bernard                                 | UMP puis SE |                      |
| 2014                                     | En cours (au 4 juillet 2014) | Antoine Lemaire Réélu pour le mandat 2020-2026 |             |                      |

## Population et société

### Démographie
L'évolution du nombre d'habitants est connue à travers les recensements de la population effectués dans la commune depuis 1793. Pour les communes de moins de 10 000 habitants, une enquête de recensement portant sur toute la population est réalisée tous les cinq ans, les populations de référence des années intermédiaires étant quant à elles estimées par interpolation ou extrapolation. Pour la commune, le premier recensement exhaustif entrant dans le cadre du nouveau dispositif a été réalisé en 2008.

En 2022, la commune comptait 603 habitants, en évolution de −5,19 % par rapport à 2016 (Marne : −1,19 %, France hors Mayotte : +2,11 %).
| 1793 | 1800 | 1806 | 1821 | 1831 | 1836 | 1841 | 1846 | 1851 |
| ---- | ---- | ---- | ---- | ---- | ---- | ---- | ---- | ---- |
| 550  | 316  | 310  | 402  | 500  | 499  | 486  | 515  | 499  |

| 1856 | 1861 | 1866 | 1872 | 1876 | 1881 | 1886 | 1891 | 1896 |
| ---- | ---- | ---- | ---- | ---- | ---- | ---- | ---- | ---- |
| 429  | 464  | 521  | 324  | 332  | 343  | 330  | 322  | 320  |

| 1901 | 1906 | 1911 | 1921 | 1926 | 1931 | 1936 | 1946 | 1954 |
| ---- | ---- | ---- | ---- | ---- | ---- | ---- | ---- | ---- |
| 300  | 308  | 298  | 174  | 227  | 244  | 255  | 287  | 255  |

| 1962 | 1968 | 1975 | 1982 | 1990 | 1999 | 2006 | 2008 | 2013 |
| ---- | ---- | ---- | ---- | ---- | ---- | ---- | ---- | ---- |
| 346  | 430  | 525  | 578  | 550  | 572  | 610  | 621  | 625  |

| 2018 | 2022 | - | - | - | - | - | - | - |
| ---- | ---- | - | - | - | - | - | - | - |
| 618  | 603  | - | - | - | - | - | - | - |

### Enseignement
Le collège du Mont-d'Hor rassemble les élèves des villages aux alentours.

## Culture et patrimoine

### Lieux et monuments

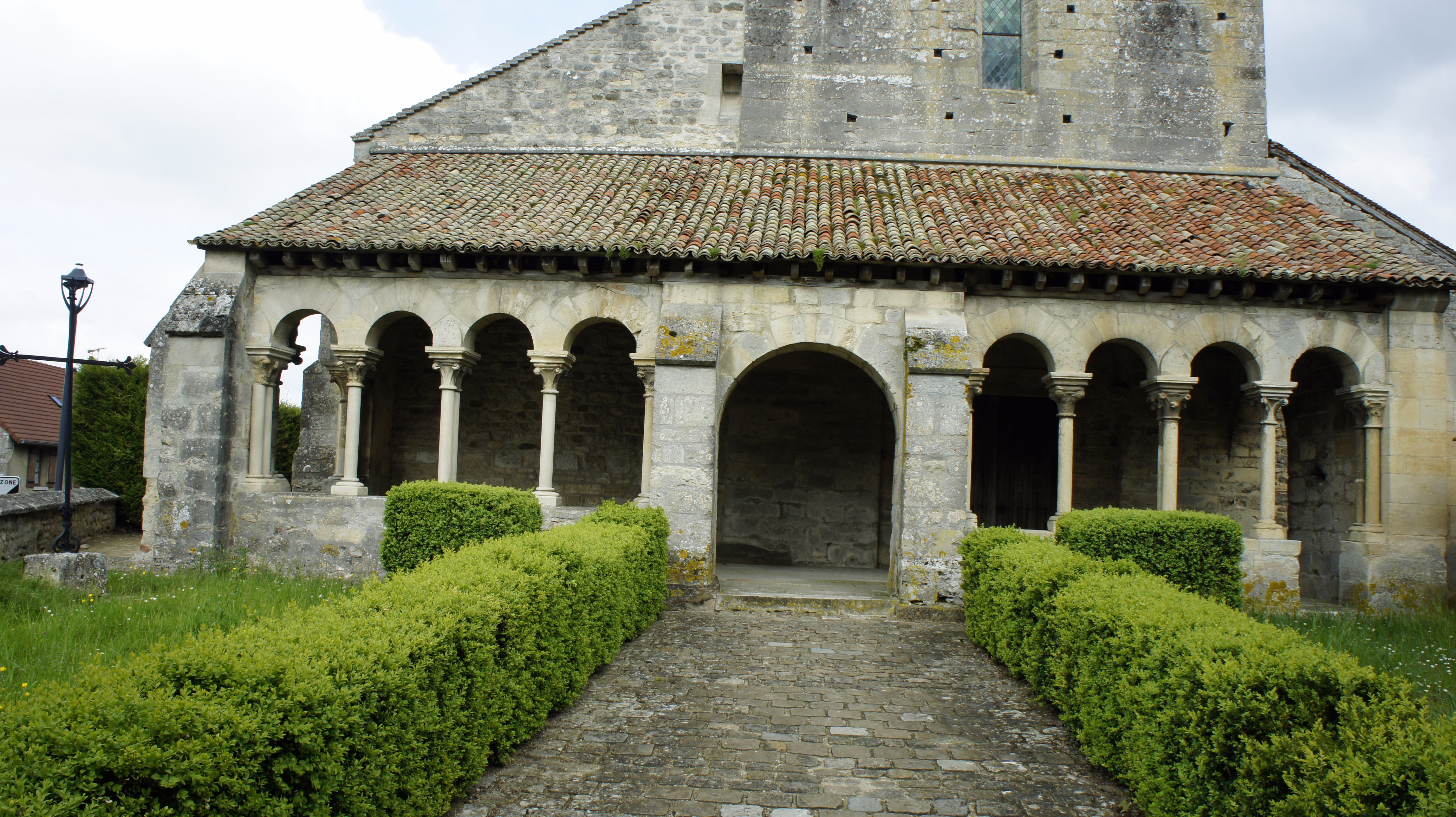
Le porche galerie de l'église.

- Dans ce qui avait été une abbaye de moines (la règle de saint Benoît y est adoptée vers la fin du Xe siècle) sur la colline du Mont d'Hor, près de Reims, fondée par saint Thierry, on trouve la chapelle de la communauté (XIIe siècle) ainsi qu'une ancienne salle capitulaire avec de beaux chapiteaux sculptés qui font l’objet d’un classement au titre des monuments historiques depuis le 30 novembre 1932. Les ruines du château, la fontaine et d'autres parties de l'ancienne abbaye sont également classées[28]. Historiquement, en 1777, la communauté est chassée et une partie de l'abbaye est rasée. Après deux siècles d'interruption, la vie monastique a repris en 1968 et le lieu est devenu un monastère des Bénédictines de la congrégation de Vanves (des retraites y sont possibles).

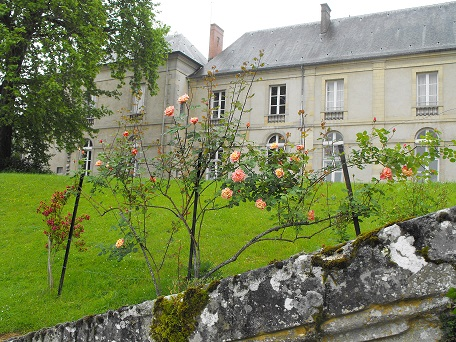
Extérieur du monastère.
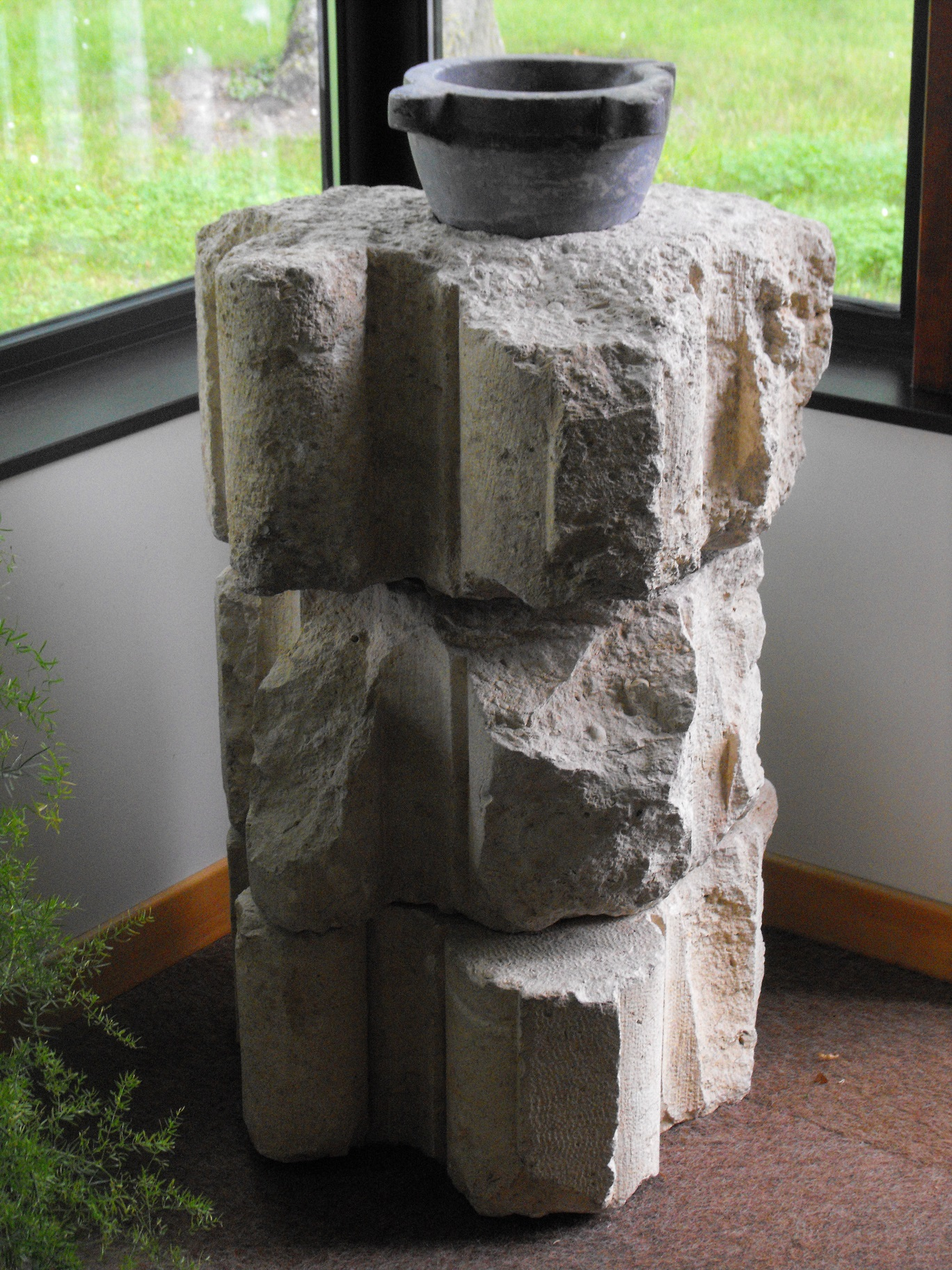
Bénitier entrée.
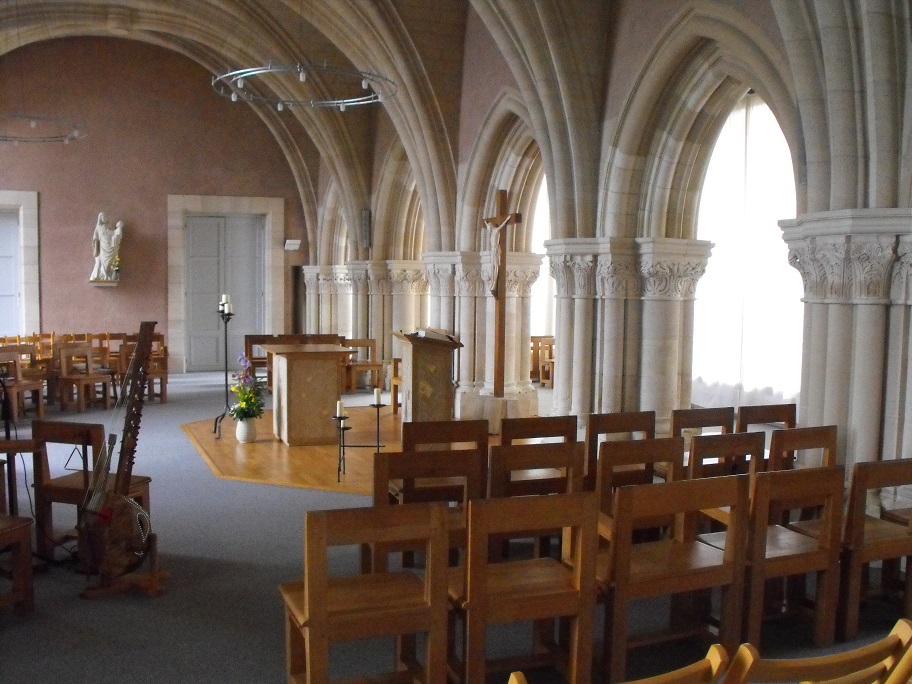
Salle capitulaire : 4 arcades et 4 piliers 1151-1160 (la 5e en front est plus récente).
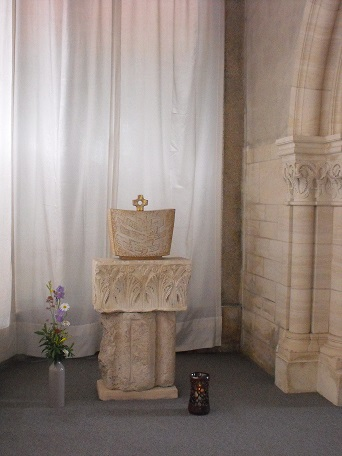
Fragment sculpté d'époque carolingienne (Xe siècle) supportant le tabernacle actuel.
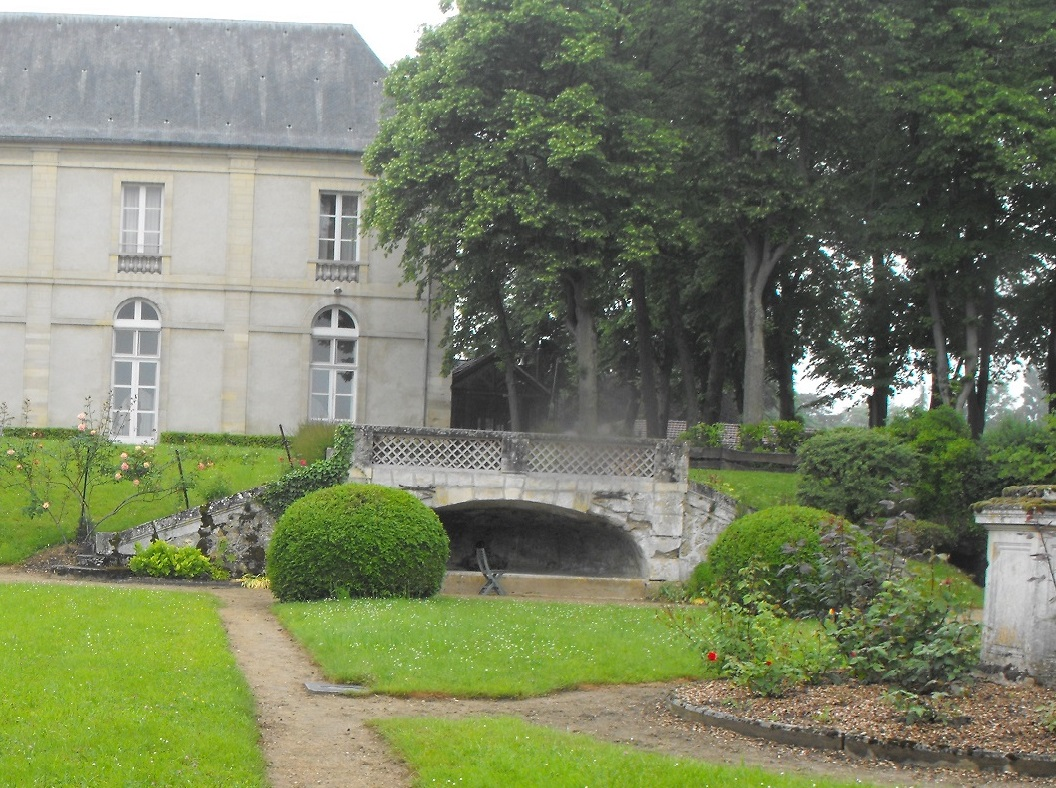
Grotte de la source.
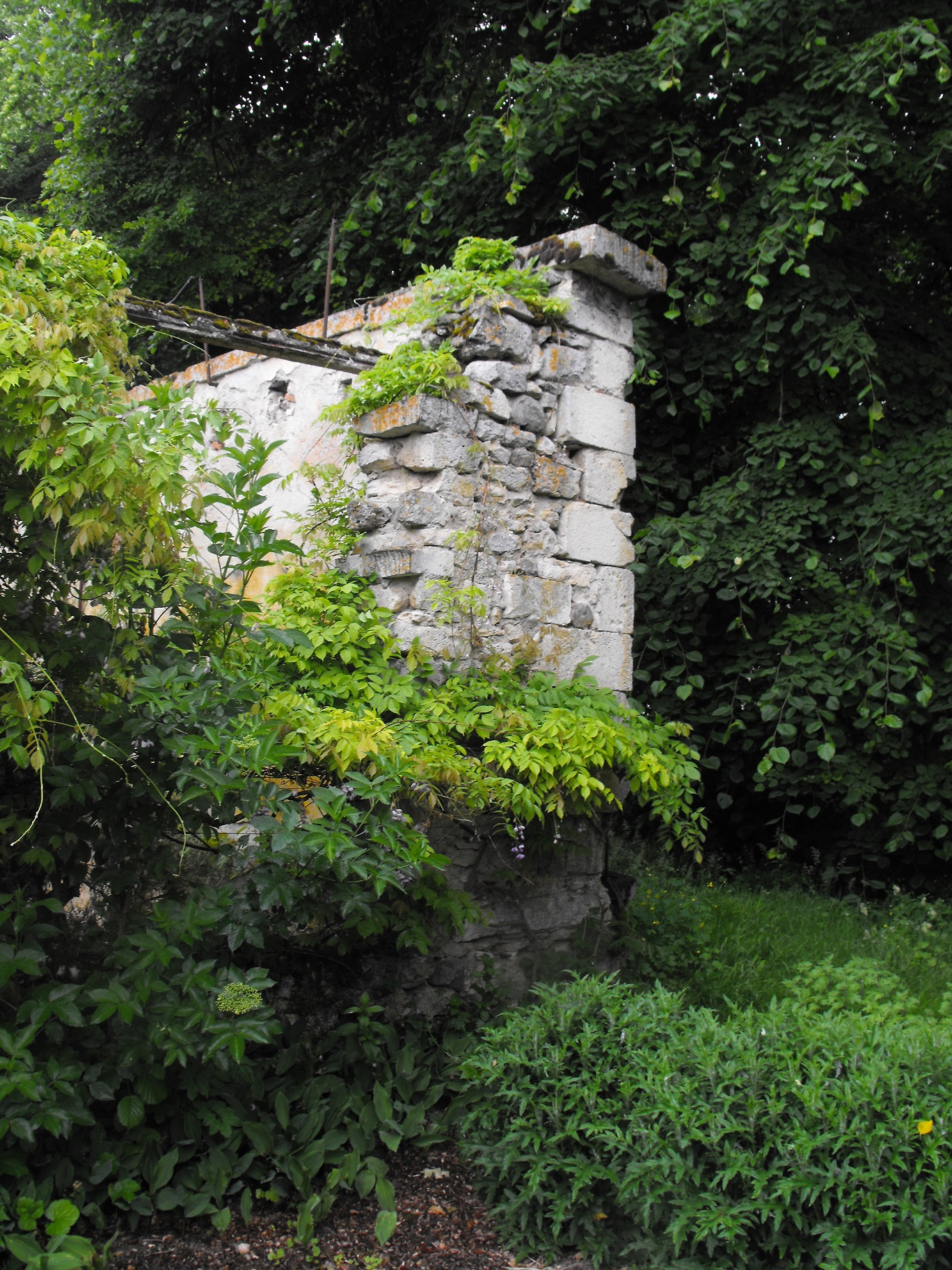
Monastère des Bénédictines, détail parc.
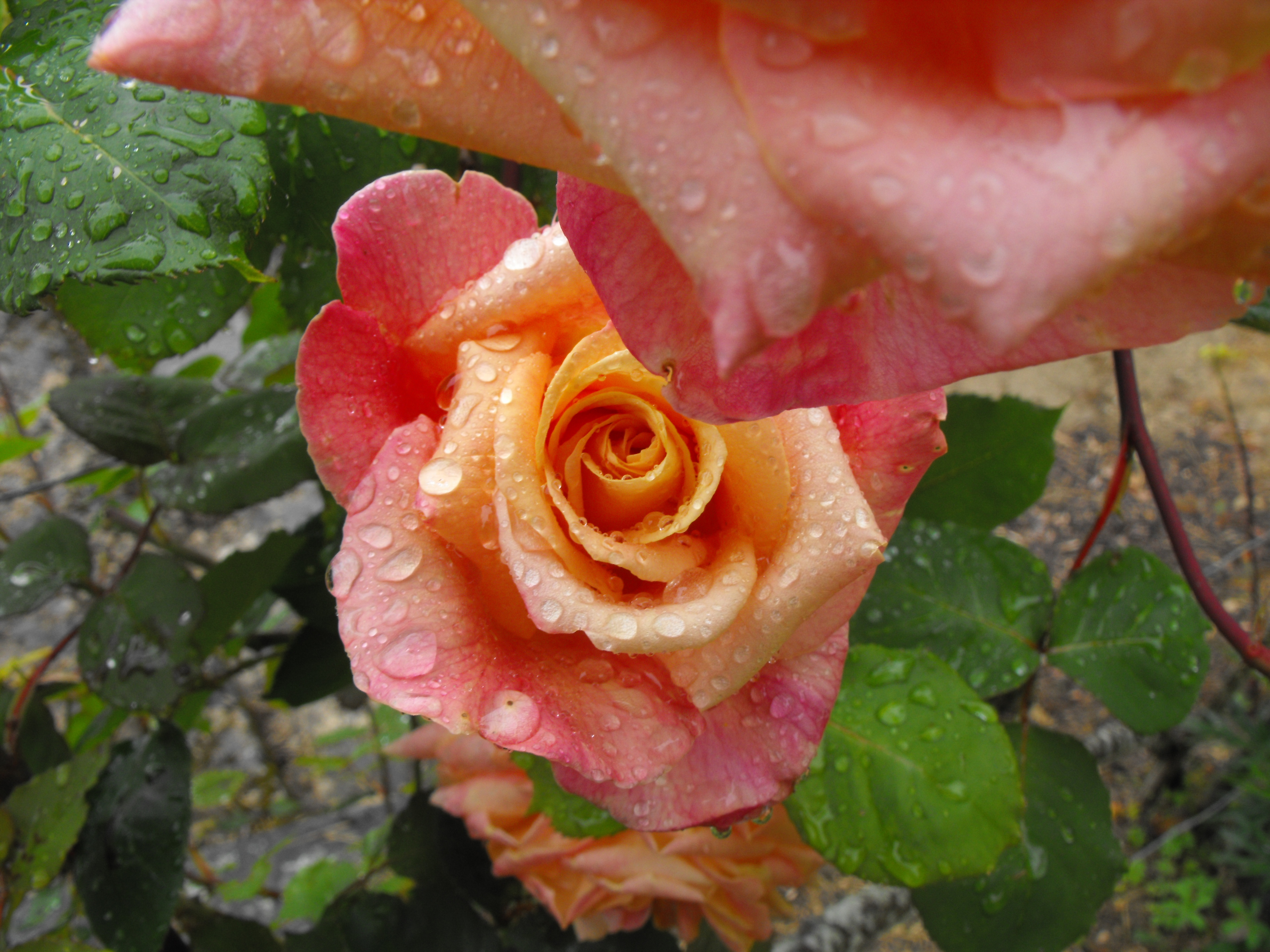
Monastère des Bénédictines, détail parc.
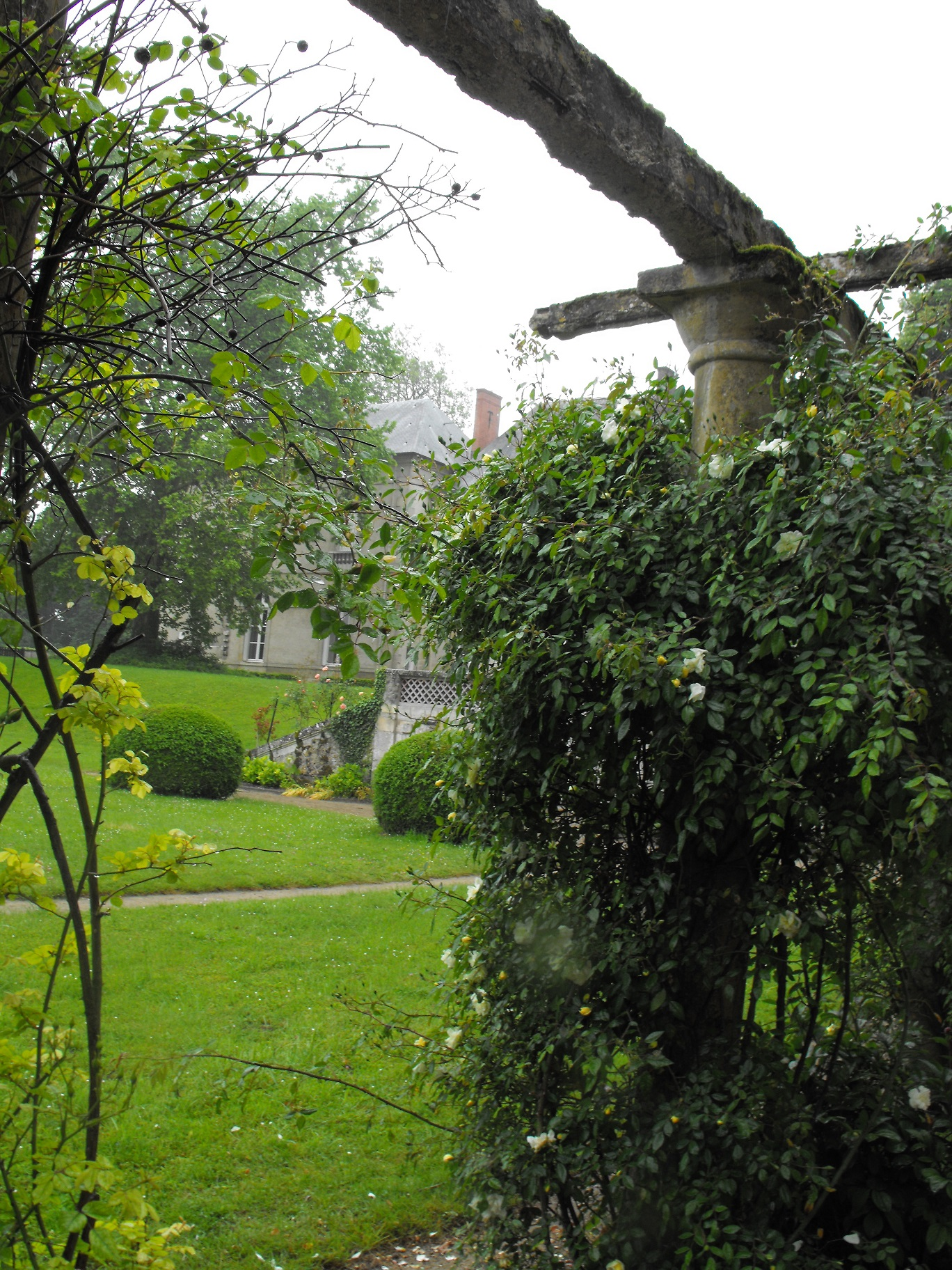
Monastère des Bénédictines, détail parc.

- L'église Saint-Hilaire du XIIe siècle fait l’objet d’un classement au titre des monuments historiques depuis le 20 juillet 1921[29].

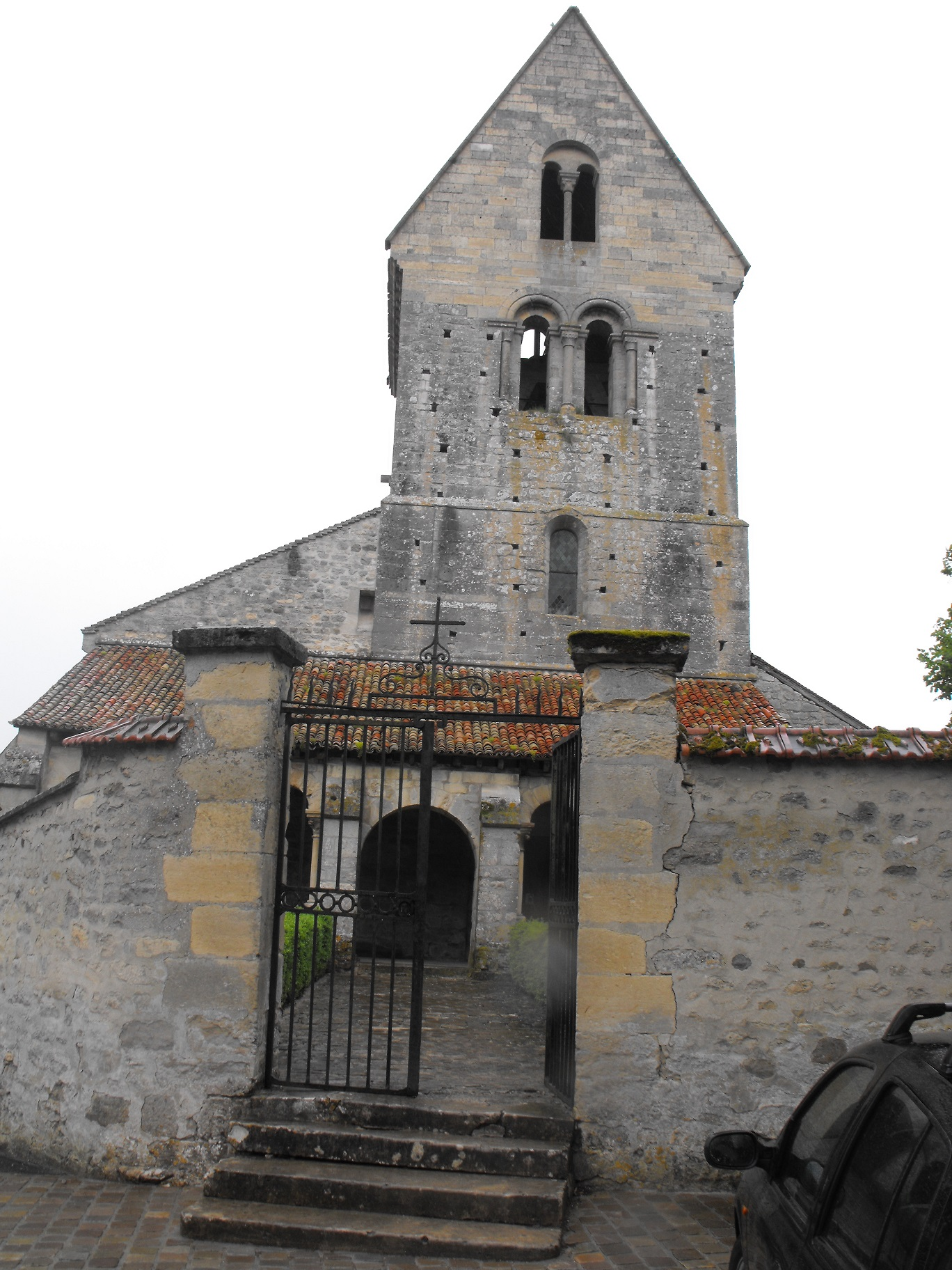
Vue de l'entrée.
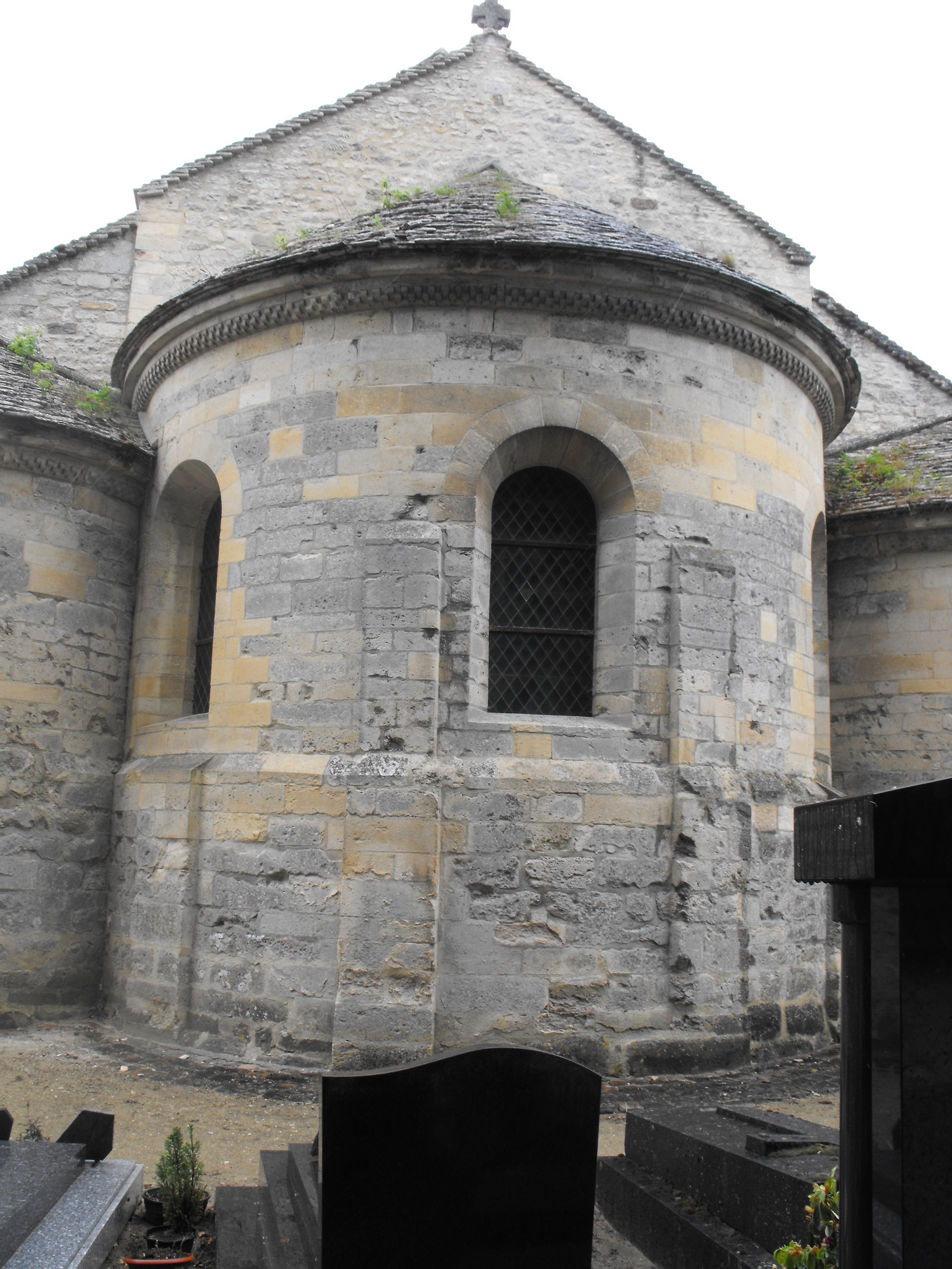
Église Saint-Hilaire (XIIe siècle), vue arrière.
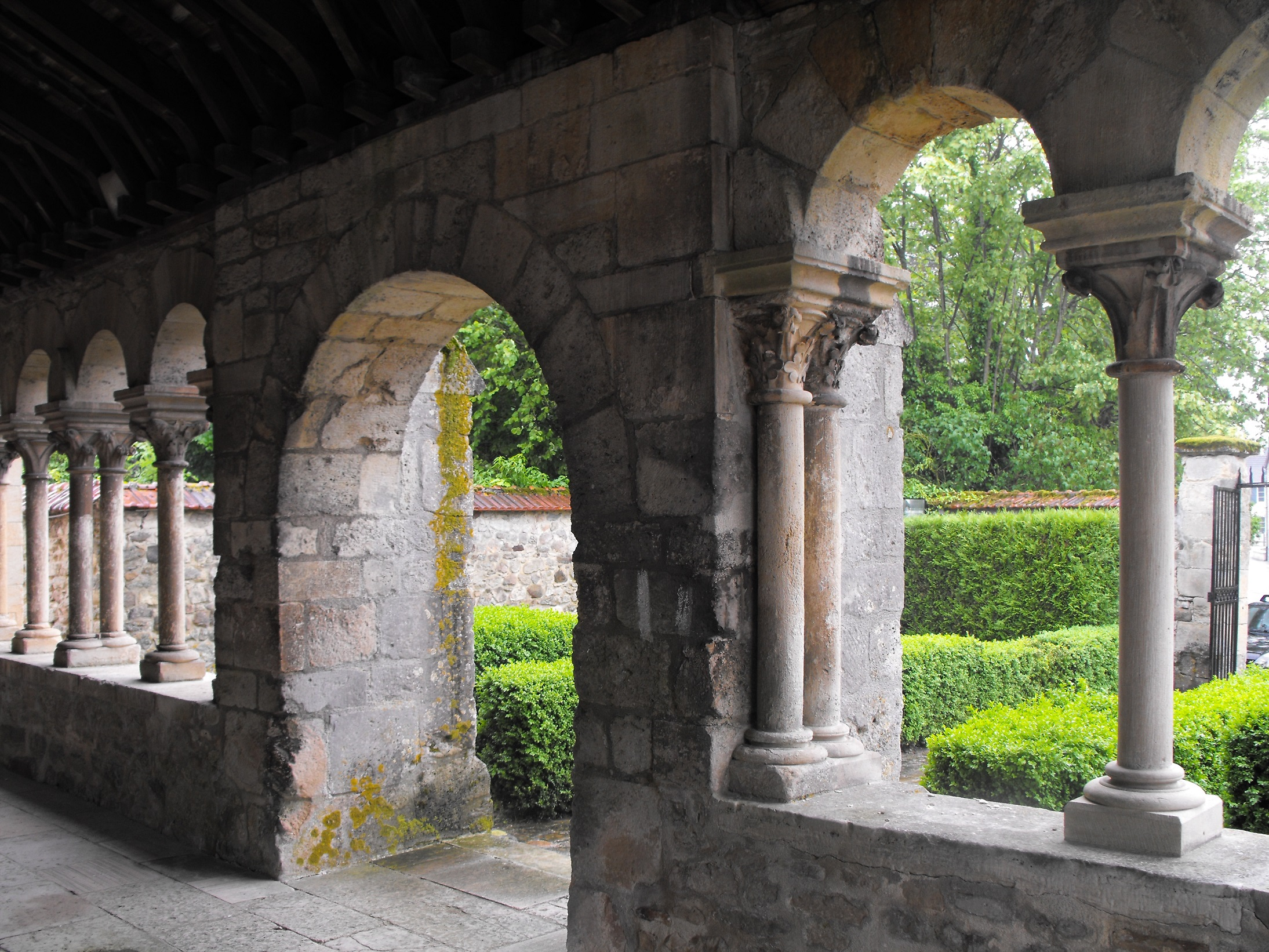
Galerie.
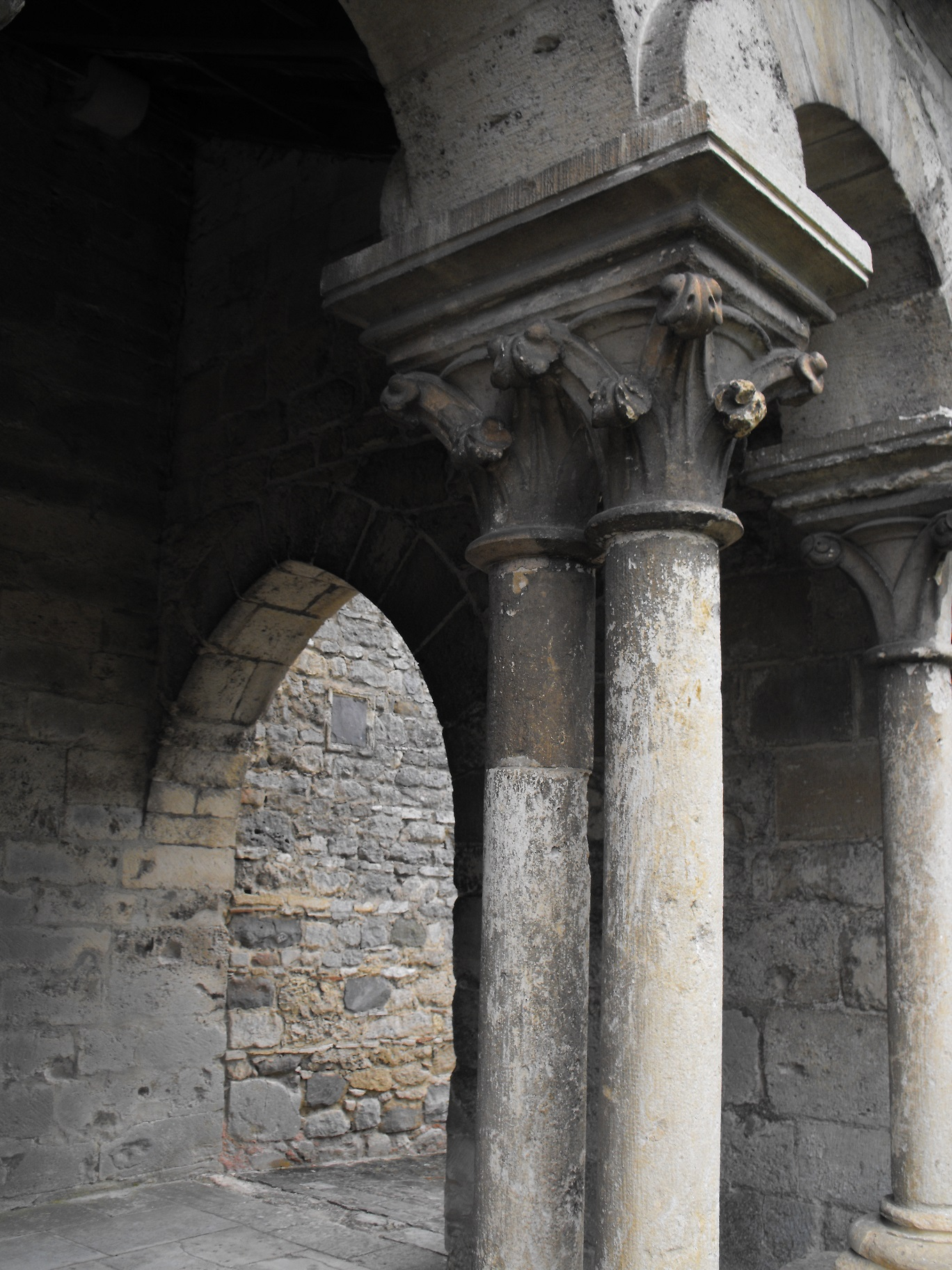
Détail.
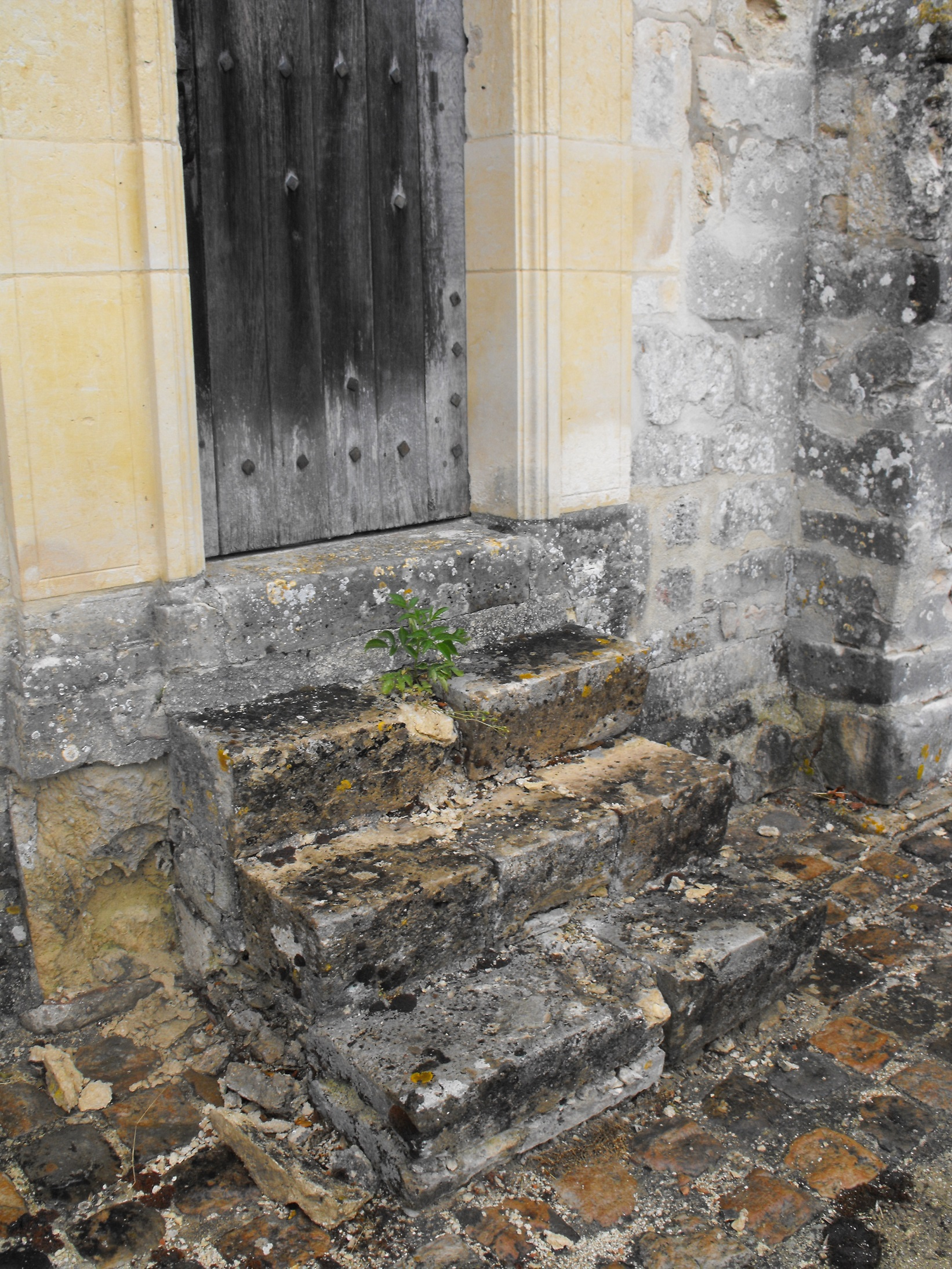
Détail.

### Héraldique
| Blason de Saint-Thierry | Blason  | De gueules à l'arbre au naturel mouvant de la pointe, sommé d'une aigle d'argent, à cinq crosses d'or brochantes, ordonnées en orle, 2, 2 et 1.. |
| Blason de Saint-Thierry | Détails | Le blason reprend celui de l'abbaye du lieu. Le statut officiel du blason reste à déterminer.                                                    |

### Personnalités liées à la commune
- saint Thierry, fondateur du monastère du Mont d'Hor autour duquel se forma le village.
- Le bienheureux Guillaume de Saint-Thierry (1075-1148), moine cistercien et écrivain mystique, abbé du monastère de 1121 à 1135.
- Roland Dorgelès y situe un épisode de son récit de la Grande Guerre, Le Cabaret de la belle femme.